# 赫雷博奇卡
49°45′38″N 30°2′23″E / 49.76056°N 30.03972°E

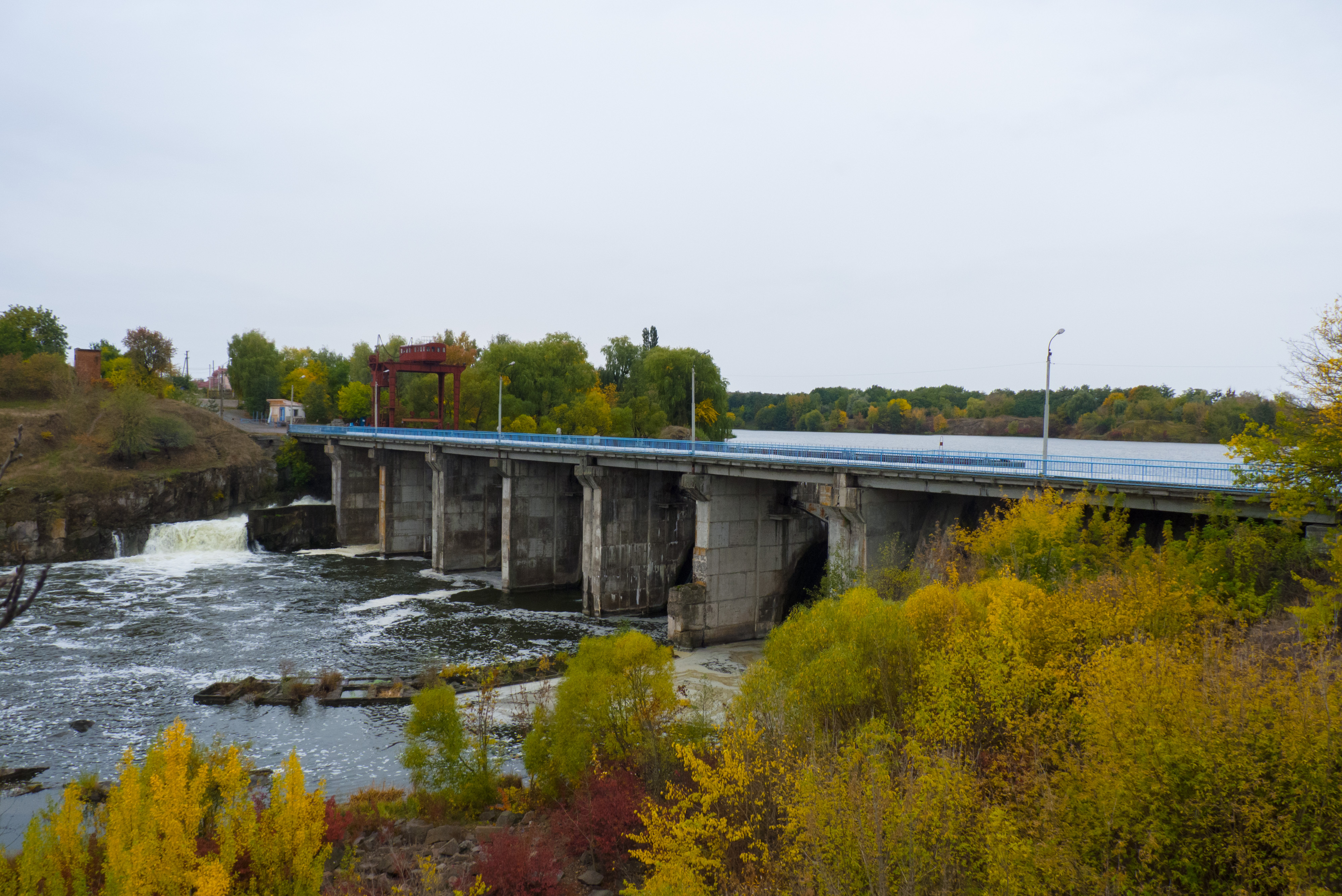
水坝

赫雷博奇卡（烏克蘭語：Глибочка），是烏克蘭中北部基輔州白采爾克瓦區白采尔克瓦市镇内的村落，始建於1500年，面積10平方公里，海拔高度167米，2001年人口415，人口密度每平方公里41.5人。